# سس چینی
سس چینی (نام علمی: Cuscuta chinensis) نام یک گونه از سرده سس است.